# Synodontis comoensis
Synodontis comoensis is een straalvinnige vissensoort uit de familie van de baardmeervallen (Mochokidae). De wetenschappelijke naam van de soort is voor het eerst geldig gepubliceerd in 1981 door Daget & Lévêque.